# Robert Ultzmann

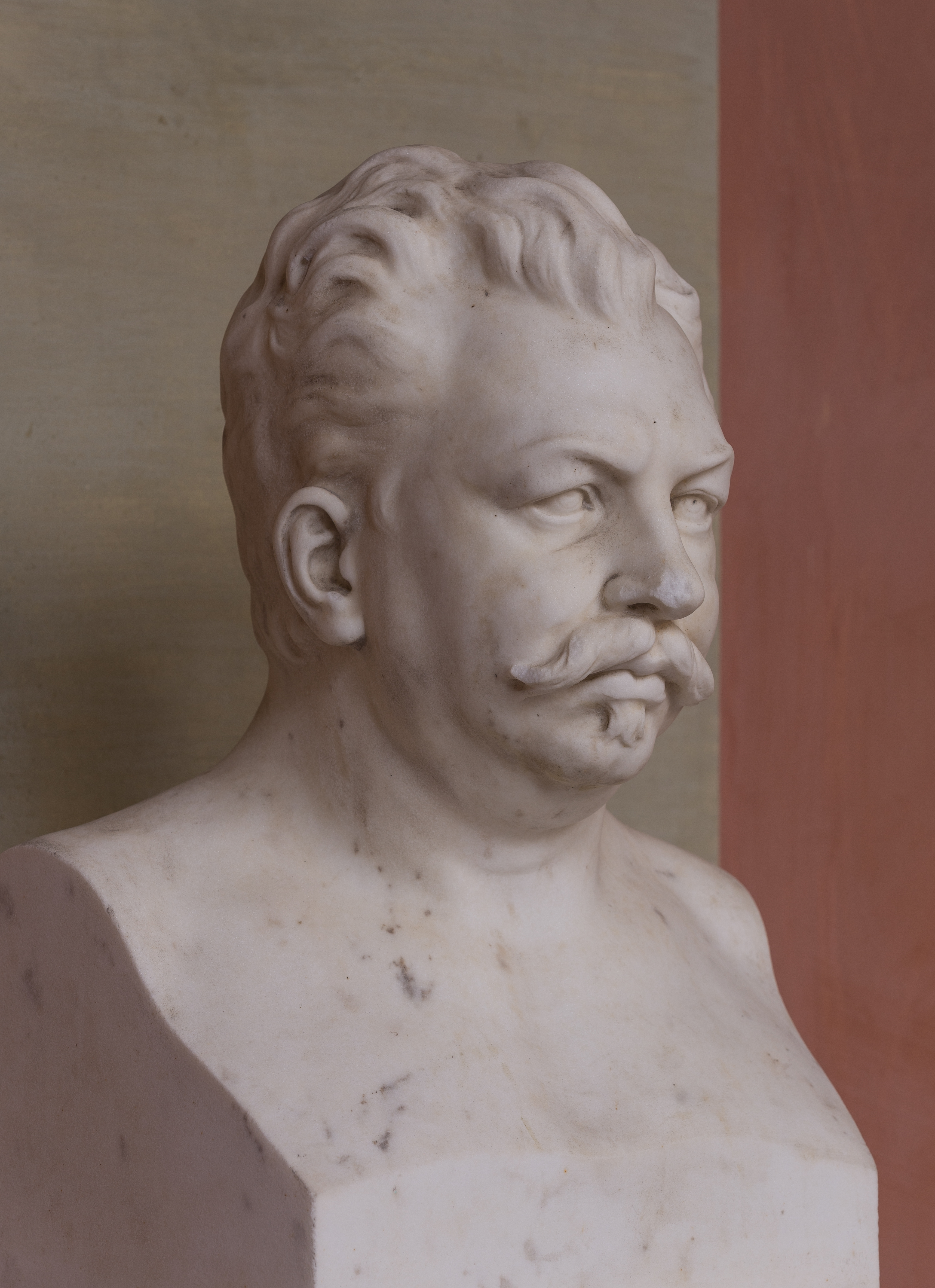
Büste von Robert Ultzmann im Arkadenhof der Universität Wien

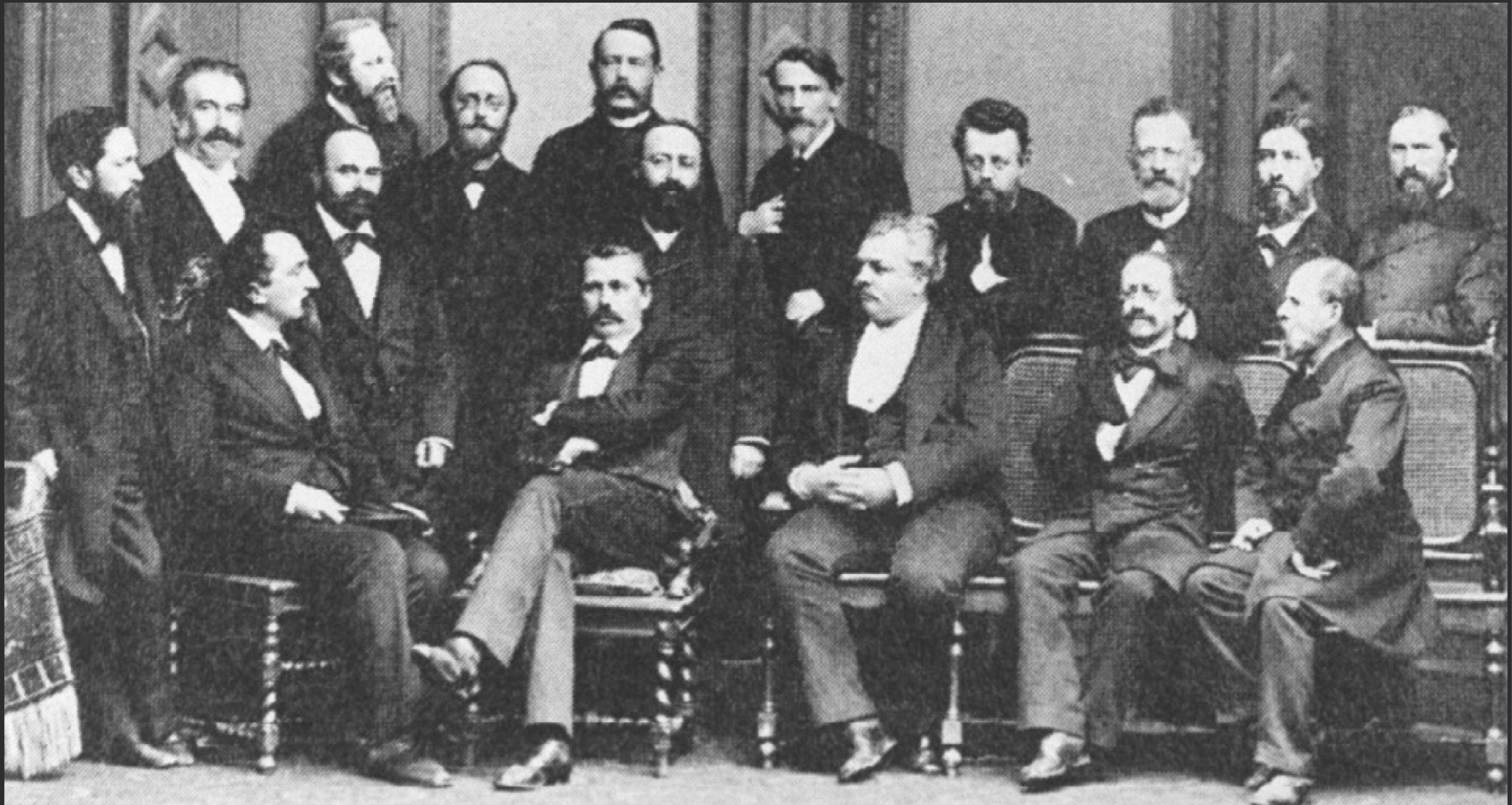
Die Abteilungsvorstände der Allgemeinen Poliklinik in Wien um 1885.
Von links, sitzend:
Alois Monti, Johann Schnitzler, Robert Ultzmann, Jakob Hock, Samuel Siegfried Karl von Basch;
von links stehend:
August Leopold von Reuss, Emil Stoffella, Wilhelm Winternitz, Leopold Oser, Anton von Frisch, Hans von Hebra, Ludwig Fürth, Moriz Benedikt, Viktor Urbantschitsch, Max Herz, Anton Wölfler, Ludwig Bandl

Robert Ultzmann (* 30. März 1842 in Kaschau; † 10. Juni 1889 in Wien) war ein österreichischer Urologe und Spezialist auf dem Gebiet der Harnröhrenerkrankungen.

## Leben
Sein Vater war ein Kaufmann, in Kaschau besuchte er das Gymnasium, 1861 ging er nach Wien, war ordentlicher Professor an der Universität Wien. Seit 1872 arbeitete er an der Wiener Allgemeinen Poliklinik und behandelte auch den Außenminister Graf Gyula Andrássy. Ultzmann starb bei einem Unfall in Simmering; sein Grab mit einer Büste befindet sich am Evangelischen Friedhof Matzleinsdorf in Favoriten. Er hatte einen Sohn, Richard Ultzmann (Urologe) und einen Enkel Harald Ultzmann (Urologe).
Im Arkadenhof der Universität Wien ist seine Büste von K. Seliger zu sehen. Im Jahr 1888 wurde Ultzmann zum Mitglied der Leopoldina gewählt.
Im Jahr 1954 wurde in Wien-Donaustadt (22. Bezirk) die Ultzmanngasse nach ihm benannt.

## Leistungen
Ultzmann gehört zu den Bahnbrechern der modernen Urologie, beschäftigte sich mit der Harnchemie und der Physiologie und Pathologie des Systems der harnbildenden und harnableitenden Wege. Er arbeitete eine exakte Methodik aus und erweiterte sein Fachgebiet um zahlreiche noch heute gebräuchliche Instrumente.

## Schriften
- mit Karl Berthold Hofmann: Anleitung zur Untersuchung des Harnes. Wien 1871.
- mit Karl Berthold Hofmann: Atlas der physiologischen und pathologischen Harnsedimente. Wien 1872.
- Die Krankheiten der Harnblase. Stuttgart 1890.
- Beiträge zu Albert Eulenburgs Real-Encyclopädie der gesammten Heilkunde. Erste Auflage
  - Band 1 (1880) (Digitalisat), S. 99–100: Aceton, Acetonämie; S. 164–171: Albuminurie; S. 234–236: Ammoniämie; S. 415–417: Anurie; S. 550–551: Aspermatismus; S. 690: Azoospermie; S. 691–692: Azoturie
  - Band 2 (1880) (Digitalisat), S. 175–192: Blase (Harnblase)
  - Band 3 (1880) (Digitalisat), S. 290–292: Chylurie
  - Band 4 (1880) (Digitalisat), S. 257–258: Dysurie; S. 679–684: Enuresis
  - Band 6 (1881) (Digitalisat), S. 193–211: Hämaturie und Hämoglobinurie; S. 659–663: Hydronephrose, Wasserniere
  - Band 7 (1881) (Digitalisat), S. 156–162: Impotenz; S. 304–309: Ischurie, Harnverhaltung
  - Band 10 (1882) (Digitalisat), S. 91–93: Onanie
  - Band 11 (1882) (Digitalisat), S. 6–16: Pollutionen
  - Band 13 (1883) (Digitalisat), S. 209–211: Strangurie